# USS New Jersey (SSN-796)
| «Нью-Джерсі»                             | «Нью-Джерсі»                                                                 | «Нью-Джерсі»                                                                 |
| ---------------------------------------- | ---------------------------------------------------------------------------- | ---------------------------------------------------------------------------- |
| USS New Jersey (SSN-796)                 |                                                                              |                                                                              |
|                                          |                                                                              |                                                                              |
| Підводний човен типу «Вірджинія» SSN-774 |                                                                              |                                                                              |
| Під прапором                             | США                                                                          | США                                                                          |
| Спуск на воду                            | 14 квітня 2022 року                                                          | 14 квітня 2022 року                                                          |
| Сучасний статус                          | Спущений                                                                     | Спущений                                                                     |
| Проєкт                                   |                                                                              |                                                                              |
| Тип ПЧ                                   | Підводний човен атомний багатоцільовий з ракетами крилатими типу «Вірджинія» | Підводний човен атомний багатоцільовий з ракетами крилатими типу «Вірджинія» |
| Вартість                                 | $1,8−2,5 млрд.                                                               | $1,8−2,5 млрд.                                                               |
| Основні характеристики                   |                                                                              |                                                                              |
| Швидкість (надводна)                     | вузлів (км/год)                                                              | вузлів (км/год)                                                              |
| Швидкість (підводна)                     | 25-34 вузлів (46- 62км/год)                                                  | 25-34 вузлів (46- 62км/год)                                                  |
| Робоча глибина занурення                 | 240 м                                                                        | 240 м                                                                        |
| Гранична глибина занурення               | 500 м                                                                        | 500 м                                                                        |
| Автономність плавання                    | діб                                                                          | діб                                                                          |
| Екіпаж                                   | 100—120 осіб                                                                 | 100—120 осіб                                                                 |
| Розміри                                  |                                                                              |                                                                              |
| Довжина найбільша (по КВЛ)               | 114,9 м                                                                      | 114,9 м                                                                      |
| Ширина корпусу найб.                     | 10,5 м                                                                       | 10,5 м                                                                       |
| Водотоннажність надводна                 | 7800 т                                                                       | 7800 т                                                                       |
| Озброєння                                |                                                                              |                                                                              |
| Торпедно- мінне озброєння                | Носові: 4 ТА калібру 533-мм, (27 торпед Mk-48)                               | Носові: 4 ТА калібру 533-мм, (27 торпед Mk-48)                               |
| Ракетне озброєння                        | 12 вертикальних ПУ ракет «Томагавк»                                          | 12 вертикальних ПУ ракет «Томагавк»                                          |

«Нью-Джерсі» (англ. USS New Jersey, також SSN-796) — підводний човен типу «Вірджинія» IV серії. Названий на честь штату Нью-Джерсі.

## Історія створення
Підводний човен «Нью-Джерсі» був замовлений 28 квітня 2014 року. Про назву човна повідомив міністр військово-морських сил США Рей Мабус 8 листопада 24 травня 2015 року на церемонії в Джерсі-Сіті.
Закладка відбулась 25 березня 2019 року.
14 квітня 2022 року човен був спущений на воду.